# Marion Bartoli
Marion Bartoli (n. 2 octombrie 1984,  Le Puy-en-Velay, Franța) este o jucătoare profesionistă de tenis din Franța. În 2007 a jucat prima sa finală de Grand Slam, la Wimbledon. În anul 2013, la Wimbledon, a cucerit singurul său titlu de Grand Slam.

## Carieră

### Turnee deGrand Slam

#### Simplu: 2 (1–1)
| Rezultat   | An   | Turneu    | Suprafață | Adversar       | Scor     |
| ---------- | ---- | --------- | --------- | -------------- | -------- |
| Finalist   | 2007 | Wimbledon | Iarbă     | Venus Williams | 4–6, 1–6 |
| Câștigător | 2013 | Wimbledon | Iarbă     | Sabine Lisicki | 6–1, 6–4 |

### Performanțe la simplu
| Grand Slam          |     |     |     |     |     |     |     |      |     |      |     |      |      |      |       |
| Australian Open     | A   | A   | T1  | T1  | T2  | T2  | T2  | T2   | T1  | 1/4F | T3  | T2   | T3   | T3   | 15–12 |
| French Open         | A   | T1  | T1  | T2  | T1  | T1  | T2  | T4   | T1  | T2   | T3  | SF   | T2   | T3   | 16–13 |
| Wimbledon           | A   | A   | A   | T1  | T3  | T2  | T2  | F    | T3  | T3   | T4  | 1/4F | T2   | C    | 27–10 |
| US Open             | A   | A   | T3  | T1  | T2  | T3  | T3  | T4   | T4  | T2   | T2  | T2   | 1/4F | A    | 20–11 |
| Victorii/Înfrângeri | 0–0 | 0–1 | 2–3 | 1–4 | 4–4 | 4–4 | 5–4 | 13–4 | 5–4 | 8–4  | 8–4 | 11–4 | 8–4  | 11–2 | 78–46 |